# Nguyễn Hoàng Quốc Chí
Nguyễn Hoàng Quốc Chí (sinh ngày 4 tháng 12 năm 1991) là một cầu thủ bóng đá Việt Nam chơi ở vị trí tiền vệ cho câu lạc bộ Sài Gòn. Quốc Chí sinh ra trong một gia đình bóng đá nhưng đã dành phần lớn thời gian đầu đời ở trường, chỉ trong năm cuối của đại học anh đã thay đổi ý định và quyết định theo đuổi bóng đá như một nghề nghiệp. Anh cũng từng chơi cho câu lạc bộ Sanna Khánh Hòa - biển Việt Nam đến năm 2018. Thời điểm đó, Quốc Chí cùng đội bóng đã giành vị trí thứ 3.